# アニー・チャップマン
アニー・チャップマン（英: Annie Chapman、出生名: イライザ・アン・スミス <英: Eliza Ann Smith>、1841年頃 - 1888年9月8日）は、有名な連続殺人者の切り裂きジャックの被害者として知られている。

## 生涯
アニー・チャップマンの父はライフガーズ第2連隊所属のジョージ・スミス (英: George Smith)、母はルース・チャップマン (英: Ruth Chapman) だった。アニーが生まれた後、両親は1842年2月22日にパディントンで結婚した。スミスは結婚したときは兵士だったが、後に召使になった。

### 結婚
1869年5月1日、アニーは母方の親類であり、御者の仕事をしていたジョン・チャップマン (英: John Chapman) と結婚し、ロンドンのナイツブリッジ地区にあるオール・セインツ教会で式を挙げた。数年間、夫婦はウェスト・ロンドンに居住し、3人の子供を儲けた。エミリー・ルース・チャップマン (英: Emily Ruth Chapman、1870年6月25日生)、アニー・ジョージーナ・チャップマン (英: Annie Georgina Chapman、1873年6月5日生)、ジョン・アルフレッド・チャップマン (英: John Alfred Chapman、1880年11月21日生) である。
1881年、チャップマン一家はバークシャー州ウィンザーへ転居し、夫は農場管理人の御者の仕事を得た。しかし、末っ子のジョンは障害を持って生まれ、長女のエミリー・ルースは12歳になって間もなく髄膜炎で死亡した。その後、夫婦は大酒飲みになり、1884年に別居した。
アニーが死亡するまでに、末っ子のジョンは慈善学校に預けられていたと言われており、娘のアニー・ジョージーナは第三共和政下のフランスをサーカスとともに旅していたという。

### ホワイトチャペルでの生活
アニー・チャップマンは最終的にホワイトチャペルへ転居した。1886年に網篩 (「篩」は英語で「シーヴ」<英: sieve> と呼ぶ) を作る仕事をしていた男と一緒に暮らしていた。このことから、チャップマンはたいていアニー・"シーヴィ" (英: Sievey) または"シフィ" (英: Siffey) という名前で知られていた。夫との別居後、夫から1週間につき10シリングの手当を受け取っていた。しかし、1886年の終わりに支払いが突然に停止した。その理由を調べたところ、夫がアルコール関係が原因で死亡していたことが判明した。それからすぐに篩作りの男はチャップマンの元を去った。チャップマンの収入が途絶えたのが原因の可能性がある。チャップマンの友人の一人が後に、チャップマンはこの出来事の後にひどく落ち込んで、人生を投げ出したように見えたと証言した。友人たちはチャップマンのことを暗褐色の髪にちなんで「ダーク・アニー」 (英: Dark Annie) と呼んでいた。
1888年までチャップマンはホワイトチャペルにあるコモン・ロッジングハウス (生活困窮者向けの安価な共同住宅) で下宿していた。時折、煉瓦工労働者の「恩給生活者」エドワード・スタンリー (英: Edward "the Pensioner" Stanley) と一緒に暮らした。チャップマンはクローシェ編みの仕事や椅子の背覆い作り、花売りで収入を得ていた。収入が足りないときは臨時の売春で補った。ある知人は、チャップマンはしらふならばとても親切で勤勉だが、酔っ払う姿をよく見かけたと語った。
殺害される1週間前、スピタルフィールズのドーセット・ストリート35番地にあるクロッシンガム (英: Crossingham) 所有のロッジングハウスに一緒に住んでいるイライザ・クーパー (英: Eliza Cooper) と喧嘩して、痣ができるほど殴られて気分が悪くなった。2人はハリー (英: Harry) と呼ばれる地元の行商人との恋愛を巡るライバルだったと言われている。しかし、イライザは貸した石鹸をチャップマンが返さなかったことを巡って喧嘩したと主張した。

## 最後の数時間と死

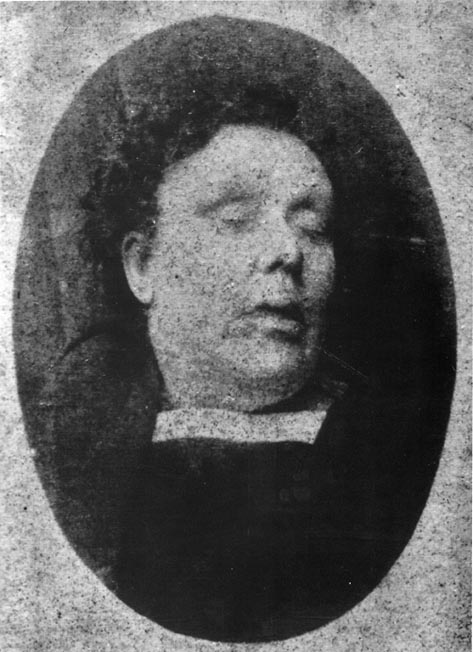
アニー・チャップマンの死体安置所での写真。身長は152.4センチメートル、目は青く、髪は波打っていて暗褐色だった。

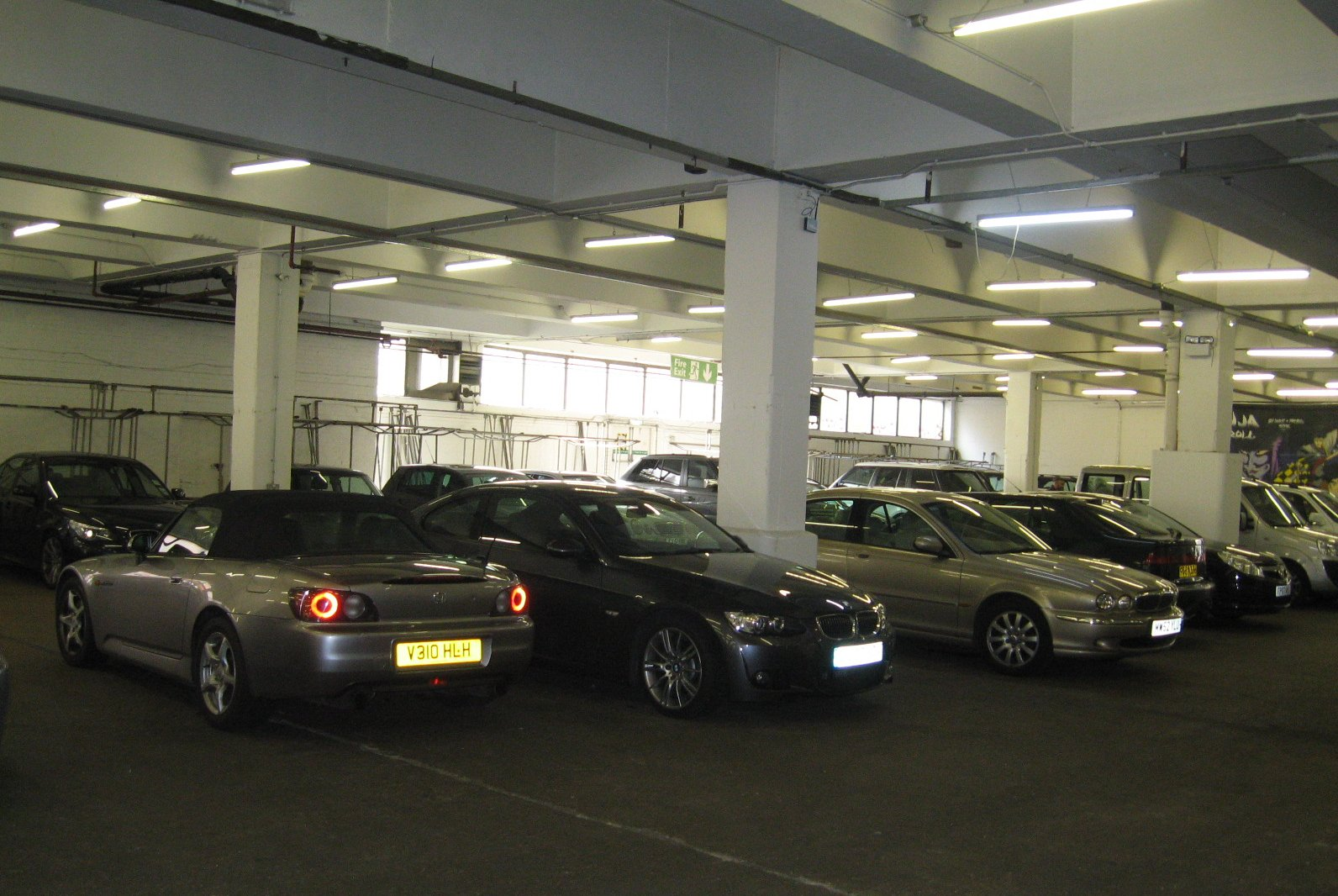
ハンベリー・ストリート29番地の現在 (2008年撮影)

ロッジングハウスの管理人代理のティム・ドノヴァン (英: Tim Donovan) と夜警のジョン・エヴァンズ (英: John Evans) によると、1888年9月8日午前1時45分頃、チャップマンは下宿代が無かったため、通りでいくらか金を稼ごうとして外出したという。検死審問で目撃者の一人であるエリザベス・ロング (英: Elizabeth Long) 夫人は、午前5時30分頃にスピタルフィールズのハンベリー・ストリート29番地の裏庭のすぐ向こうで、チャップマンが男性と会話していたと証言した。ロングによると、その男性は40歳以上で、チャップマンより少し背が高く、髪が黒く、外国人で、落ちぶれたが体面を繕っているという風な外見をしていたという。鹿撃ち帽と黒色の外套を身につけていた。ロングが目撃した女性が本当にチャップマンであれば、ロングは犯人を除けばチャップマンの生きている姿を最後に目撃した人物の可能性が高い。午前6時直前、29番地に住む市場の運搬人のジョン・デーヴィス (英: John Davis) がチャップマンの遺体を発見した。チャップマンは裏庭の戸口の近くの地面に横たわっていた。その裏庭のある家の住人の息子のジョン・リチャードソン (英: John Richardson) はブーツから革のだぶついた部分を取ろうとして午前5時直前まで裏庭にいた。また、大工のアルバート・カドシュ (英: Albert Cadosch) は午前5時30分頃にハンベリー・ストリート27番地にある近隣の庭に入り、そのときに庭の中で人の声を聞いた後、柵に何かが倒れ込む音を耳にした。
裏庭からは、チャップマンが肺の調子を整えるために服用していた丸薬2粒、破れた封筒の一部、モスリンの断片、櫛が回収された。チャップマンが以前に身につけていた真鍮のリングは回収されなかった。チャップマン自身が質に入れたか、盗まれた可能性がある。リングを求めてその地域の質屋全てを捜索したが、成功しなかった。封筒にはサセックス連隊のクレストが描かれており、陸軍恩金生活者のふりをしていたスタンリーとの関係性がしばらくの間疑われていた。しかし、後にクロッシンガムの下宿屋を探った際にこの封筒は捜査から除外された。チャップマンが封筒を丸薬の容器に使い回していただけだったのである。裏庭でファージング硬貨2枚が発見されたという報道があったが、現存する警察の記録にはそのような記述はない。ロンドン警視庁所属の地元の警部補で、H地区ホワイトチャペル担当のエドマンド・リード (英: Edmund Reid) は1889年の検死審問で硬貨について言及したと記録されており、ロンドン市警察の臨時本部長のヘンリー・スミス (英: Henry Smith) も自身の回顧録で言及している。しかし、スミスの回顧録は内容が信頼できず、劇的な演出を意図した装飾があるうえに、事件から20年以上後に書かれている。スミスは、当時の医学生たちはファージング硬貨を綺麗に磨いて、何も疑っていない売春婦にソブリン金貨だと言って渡していたことから、ファージング硬貨が存在するということは犯人は医学生であることが示唆されていると主張した。しかし、イーストエンドでの売春婦の価値はソブリン金貨よりもかなり低かった可能性が高い。
犯行現場に最初に来た警察官はH地区のジョセフ・ルニス・チャンドラー (英: Joseph Luniss Chandler) 警部補だったが、9月15日にスコットランドヤードのドナルド・スワンソン (英: Donald Swanson) 警部に全体の指揮権が与えられた。チャップマン殺害はすぐにその地域で起きた複数の類似の殺人事件と結び付けられた。特に1週間前に発生したメアリー・アン・ニコルズ殺害との類似性は顕著だった。ニコルズもチャップマンと同様に、喉が切り裂かれ、腹部に傷があり、似た大きさとデザインの刃物が使用された。スワンソンは、即座に全てのコモン・ロッジングハウスを捜索し、その日の朝に手や服が血で汚れているなどの怪しい状態だった人が入ってこなかったか確認したと報告した。その日の後にチャップマンの遺体はホワイトチャペル遺体安置所に運ばれた。遺体の運搬に使用されたのは警察の傷病者運搬用の手押し車で、ちょうど棺が1つ入る大きさのものである。ニコルズの遺体の運搬にも同じものが使用され、エドワード・バダム (英: Edward Badham) 巡査部長が運搬を担当した。バダムはその後の検死審問で最初に証言した。

### 検死審問
検死審問は9月10日にホワイトチャペルのワーキング・ラッズ・インスティテュートで地元の検視官のウィン・エドウィン・バクスター (英: Wynne Edwin Baxter) により開かれた。証拠によりチャップマンが午前5時30分に殺害されたと推定されるが、遺体が発見された裏庭のある家にいた16名の住人は、殺人のあった時刻に何も見聞きしなかった。住人たちはどの時刻でも頻繁に裏庭に行くため、家を経由して裏庭へ通じる通路は施錠されていなかった。遺体が発見されたとき、玄関のドアは大きく開いていた。リチャードソンによれば、家の通路には男女問わず部外者をよく見かけたという。警察医のジョージ・バクスター・フィリップス (英: George Bagster Phillips) 医師は、午前6時30分に見た遺体の状況を次のように説明した。
左腕は左の乳房を横切るように置かれていた。両脚は縮こまっており、両足は地面に着き、両膝は外側に向いていた。顔は腫れ上がっており、右側を向いていた。舌は前歯の間から突き出ていたが、唇からは出ていなかった。舌は明らかにひどく腫れていた。前歯は上下とも第1大臼歯まで完全な状態で、非常に良好な歯だった。遺体はひどく切り刻まれていた。……四肢の硬直は見られなかったが、明らかに始まりかけていた。喉は深く切り裂かれていた。皮膚を貫く裂傷はぎざぎざで、首をちょうど一回りしていた。……件の庭と隣家の庭を隔てる木製の柵の杭に血痕が付着していた。これは遺体の頭があった場所に一致する。血痕は地面から約36センチメートルの場所にあり、首から流れた血があった場所のすぐ上にあった。

喉と腹部に使用された凶器は同一のものだった。凶器は薄く細い刃のある非常に鋭いナイフに違いない。長さは少なくとも15センチメートルから20センチメートルは確実だが、恐らくもっと長い。銃剣ではそのような傷は付くはずがない。医師が検死用に使うような刃物を使った可能性があるが、通常の外科手術にはそのような刃物は使用しないかもしれない。食肉処理業者が使うよく削られて滑らかになった刃物ならばこのような傷がつくかもしれない。革の販売に使用するナイフは刃の長さが十分でないと思う。解剖学の知識の存在を示唆するものがあった。……最初に被害者を見たとき、被害者は少なくとも2時間前には殺害されており、恐らくもっと前に殺されたように思った。しかし、そのときは非常に寒い朝であり、大量出血により遺体は急速に冷えやすくなっていたことを言及すべきだろう。……被害者が抵抗したことを示す証拠は無かった。被害者は生きていたときに庭に入ったと確信している。

早朝に見たときは、ハンカチが遺体の喉に巻かれていた。喉を切られた後に巻かれたものではなかった。
チャップマンの喉は左から右に切られ、内臓を取り出されていた。腸が腹部から取り出され、両肩に投げ掛けられていた。死体安置所での調査で、子宮の一部が無くなっていることが判明した。舌が突き出て、顔が腫れ上がっていたことから、フィリップス医師は、チャップマンは喉を切られる前に首に巻いていたハンカチで窒息させられた可能性があると推測した。遺体を運搬するときに付くであろう裏庭へ続く血の跡が無いことから、フィリップスはチャップマンが遺体の発見された場所で殺害されたことを確信していた。チャップマンが肺の病気を長年患っていたこと、死亡時にはしらふだったこと、少なくとも死の数時間前はアルコール飲料を飲んでいなかったことをフィリップスは証言した。また、フィリップスは、15センチメートルから20センチメートルの長さの刃物を使って1回の動作で生殖器を切り取っていることから、殺人者には解剖学の知識があるに違いないと考えていた。しかし、殺人者が外科の技術を有しているというこの意見は他の専門家により退けられた。遺体は犯行現場では十分に調査されていなかったため、実際には死体安置所の職員が臓器を取り出した可能性があったためである。既に切り開かれた遺体から臓器を抜き取れば外科標本として売ることができた。バクスター検視官の約定では、あるアメリカ人がロンドンの医学校で子宮の試料の売買を持ちかけたことを根拠に、チャップマンは子宮を入手する目的で殺害された可能性を持ち出した。医学誌『ランセット』はバクスターの説を痛烈に否定し、全くあり得そうに無く不条理なことであると指摘し、非常に大きな判断の誤りであると述べた。医学誌『ブリティッシュ・メディカル・ジャーナル』も同様に否定的で、名前は明かさなかったが、子宮の試料を求めていた医師は非常に評判の良い人物で、殺人の18ヶ月前にこの国を去っていたと報じた。バクスターは自説を取り下げ、二度と言及しなかった。シカゴ・トリビューンではそのアメリカ人の医師はフィラデルフィアから来ていたと主張されており、後に著述家のフィリップ・サグデン (英: Philip Sugden) は、件の医師は悪名高いフランシス・タンブルティ (英: Francis Tumblety) ではないかと推測した。
フィリップス医師は死亡時刻を午前4時30分かそれ以前と推定したが、殺人はもっと後に起きたという目撃者のリチャードソンやロング、カドシュによる証言と矛盾していた。ヴィクトリア朝での死亡時刻の推定方法は遺体の体温を測定するなどといった未熟な代物で、フィリップス医師は審問の際に、遺体は通常予測されていた以上に急速に冷却された可能性があることを強調した。

### 葬儀
アニー・チャップマンは1888年9月14日に埋葬された。その日の午前7時、ハンベリー・ストリートの葬儀屋のH・スミス (英: H. Smith) が出した葬儀用車はモンタギュー・ストリートにあるホワイトチャペル死体安置所へ向かった。最高の秘密厳守が守られており、葬儀の手配については葬儀屋や警察、チャップマンの親類以外は知らなかった。遺体は黒い掛け布で覆われた楡材の棺の中に入れられ、葬儀を手配したスピタルフィールズの葬儀屋のハリー・ホーズ (英: Harry Hawes) の元へ送られた。人々の関心を惹かないように参列者を運ぶ馬車を伴わずに葬儀用車は進み、午前9時、遺体をロンドンのフォレストゲートのセバート・ロードにあるマナー・パーク共同墓地へ運んだ。チャップマンはその墓地の公共用の墓に埋葬された。
チャップマンの親類が葬式費用を払い、墓地で葬儀用車に立ち会った。親類の要求により葬儀は内密にされ、会葬者だけが葬儀に参加した。棺には"Annie Chapman, died Sept. 8, 1888, aged 48 years" (アニー・チャップマン、1888年9月8日死去、48歳) と記されていた。チャップマンの墓はそれ以降に埋められてしまい、今はもう現存していない。2008年に墓地の運営者はチャップマンの墓に銘板を付けることを決定した。

## 事件の余波

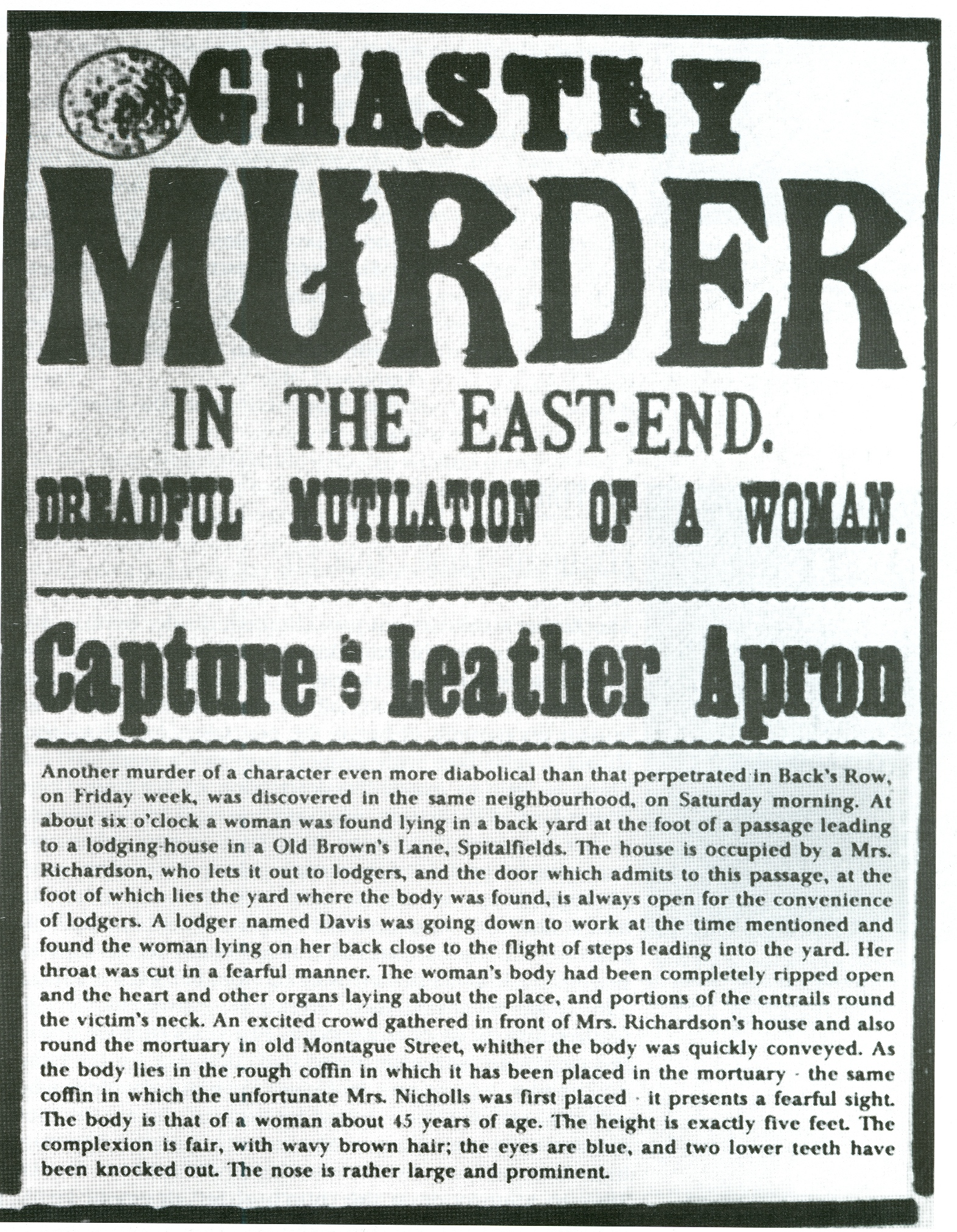
殺人者「レザー・エプロン」についての新聞の大判紙での報道 (1888年9月)

ジョン・リチャードソンの革のエプロンが庭の蛇口の下に置かれていた。リチャードソンの母親がその場所でエプロンを洗ってから置き去りにしていたのである。リチャードソンは警察から徹底的に捜査されたが、捜査の対象から外された。このエプロンに関する歪曲された報道は、「レザー・エプロン」と呼ばれる地元のユダヤ人が犯人であるという噂を助長したようだ。マンチェスター・ガーディアンは、警察はどんな情報も秘密にしているが、その関心は特に「レザー・エプロン」に向いていると考えられると報じた。記者たちは犯罪捜査部 (CID) が捜査の詳細を人々に明かそうとしないことに鬱憤が溜まっていた。そこで、真実か疑わしい記事を書いて報道することに訴えかけた。粗野なユダヤ人のステレオタイプを使って想像上の「レザー・エプロン」を描写し、新聞に掲載した。しかし、ライバル紙の記者たちは記者の空想の産物として退けた。ポーランド系ユダヤ人のジョン・パイザー (英: John Pizer) は革から履物を作る仕事をしており、「レザー・エプロン」という名前で知られていた。警察はパイザーを逮捕したが、捜査に当たっていた警部補は現状では証拠が無いと報告していた。結局、アリバイが確認されてすぐに釈放された。パイザーはチャップマンの検死審問に証人として呼ばれ、自らの無実を証明し、「レザー・エプロン」が殺人者であるという誤った手掛かりを打ち砕いた。パイザーは自身を殺人者として報じた少なくとも1社の新聞社から金銭的補償を得ることに成功した。メディアが好んで用いた殺人者の通称は、すぐに「レザー・エプロン」から「ジャック・ザ・リッパー」に取って代わった。
警察は他にも数名逮捕した。船のコックのウィリアム・ヘンリー・ピゴット (英: William Henry Piggott) は、女性を嫌悪する発言をしながら血の染みの付いたシャツを所有していたところを発見され、その後に拘留された。ピゴットは、ある女性に噛み付かれて負傷し、そのときに出た自分の血が付いているだけだと主張した。ピゴットは捜査を受けたが、容疑が晴れて釈放された。スイス人の肉屋のジェイコブ・アイゼンシュミッド (英: Jacob Isenschmidt) は、パブの女主人のフィディモント (英: Fiddymont) 夫人が説明した、殺人のあった朝に目撃した血の染みで汚れた怪しい挙動の男の特徴と一致していた。アイゼンシュミッドは橙褐色の大きな髭がある独特の外見をしており、精神障害の病歴があった。アイゼンシュミッドは精神病院で拘留された。ドイツ人の理髪師のチャールズ・ルドウィグ (英: Charles Ludwig) は、売春婦を襲った後すぐにコーヒーの売店で男を刺そうとして逮捕された。2人の拘留中に新たな殺人事件が発生したため、2人は無実と判明した。警察の資料や当時の新聞の報道で被疑者として名前の挙がった人物に、フリードリッヒ・シューマッハー (英: Friedrich Schumacher)、行商人のエドワード・マッケナ (英: Edward McKenna)、精神病患者の薬剤師のオズワルド・パックリッジ (英: Oswald Puckridge)、発狂した医学生のジョン・サンダーズ (英: John Sanders) がいるが、彼らが犯行を犯したという証拠は無かった。
エドワード・スタンリーは2件の殺人事件があった夜のアリバイが確認されて被疑者から除外された。8月30・31日にメアリー・アン・ニコルズが殺害されたが、スタンリーはゴスポートのハンプシャー国民軍と仕事をしており、チャップマンが殺害された夜には宿泊所にいた。

## チャップマンを演じた女優
- A Study in Terror（英語版） (1965年、映画) - バーバラ・ウィンザー
- Jack the Ripper (1988年、テレビ) - Deirdre Costello
- Love Lies Bleeding (1999年) - Michaela Hans
- フロム・ヘル (2001年、映画) - カトリン・カートリッジ
- Jack, the Last Victim (2005年) - Michelle Jeffry
- The Real Jack the Ripper (2010年、テレビ) - Sharon Buhagiar
- Jack the Ripper: The Definitive Story (2011年、テレビ) - Dianne Learmouth